# Mitt hjerte alltid vanker
Mitt hjerte alltid vanker è un tradizionale canto natalizio in lingua norvegese, il cui testo originario è stato scritto dal vescovo e scrittore danese Hans Adolph Brorson (1694-1764) ed è stato pubblicato per la prima volta nel 1732.
Il brano è stato inciso o eseguito pubblicamente da oltre 200 artisti.

## Storia

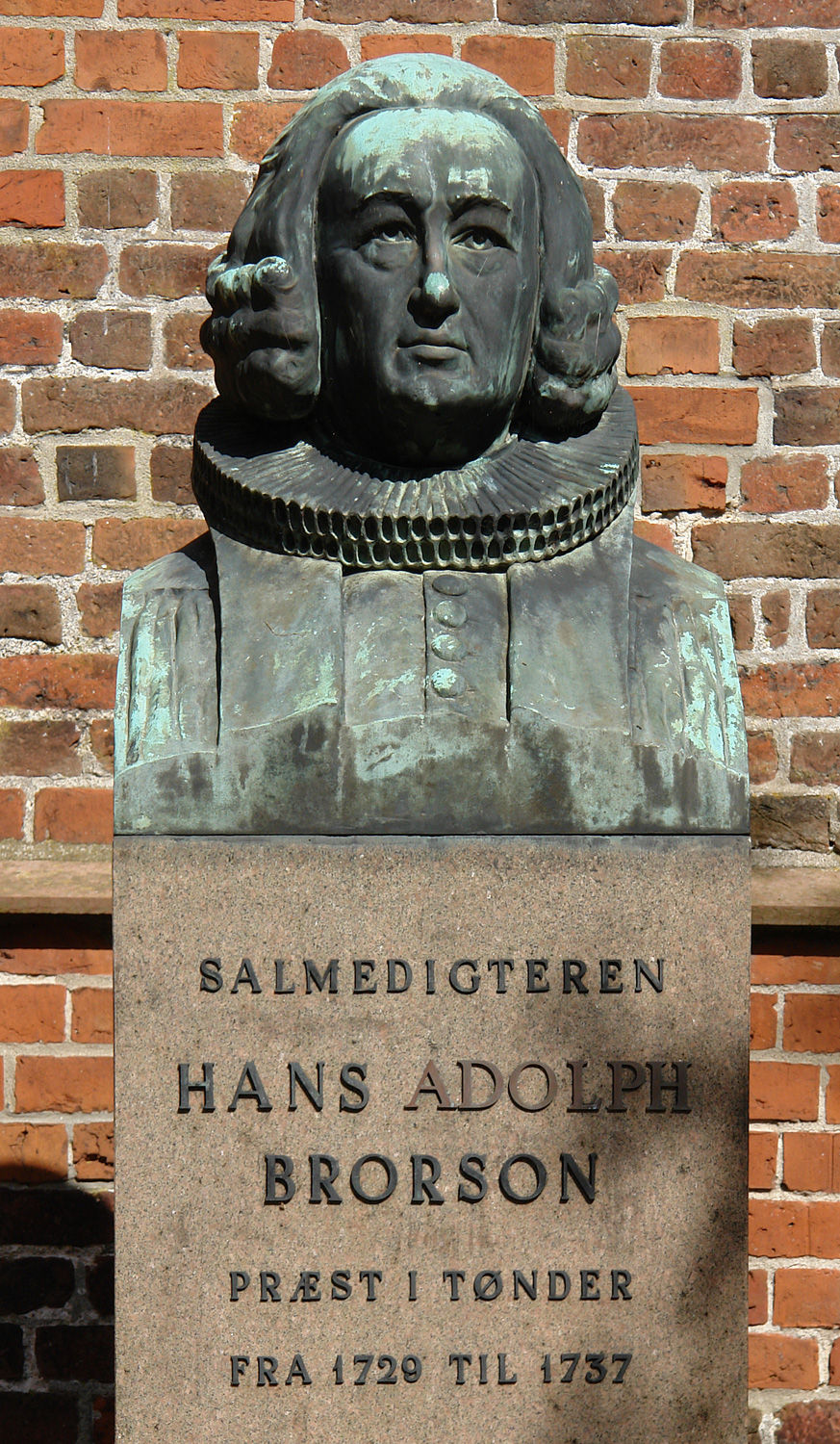
Hans Adolph Brorson (1694-1764), autore del testo originale di Mitt hjerte alltid vanker

Il testo originale di Mitt hjerte alltid vanker apparve per la prima voltacon il titolo Forunderligt at sige nella raccolta Nogle Jule-Psalmer (ovvero "Alcuni salmi natalizi"), pubblicata nel 1732 e che conteneva anche altri canti natalizi e salmi scritti da Hans Adolph Brorson quali I denne søde Juletid e Her kommer dine Arme Smaa. La raccolta rappresentò il debutto di Brorson come autore. 
In origine, il brano era accompagnato da una melodia di provenienza francese..
Il testo del brano venne quindi rivisto un secolo dopo, precisamente nel 1837, da N.F.S. Grundtvig.
In seguito, vennero adattate al testo del brano  una melodia fu composta 1860 da Emil Hartman e una melodia composta nel 1864 da Christian Barnekow.
Nel 1914 venne composta da Carl Nielsen la melodia adottata poi in via definitiva, melodia che fu pubblicata nel 1919 nella raccolta Salmer og aandelige Sange.

## Testo
La prima strofa del brano recita
Mitt hjerte alltid vanker, 

i Jesu føderum, 

der/dit samles mine tanker 

som i sin hovedsum/i deres hovedsum.

Det er min lengsel hjemme, 

der har min tro sin skatt, 

jeg kan deg aldri glemme, 

velsignet julenatt!

[...]

## Versioni (lista parziale)
Tra gli artisti che hanno inciso una versione del brano, figurano (in ordine alfabetico):
- Akademisk Kor Århus (1999)
- Bodil Victoria Arnesen (2013)
- Arve Moen Bergset (1987)
- Stephen Brandt-Hansen (2009)
- Sondre Bratland (1992)
- Kirsten Bråten Berg (1998)
- Helene Bøksle (2009)
- Tone Damli (2014)
- James Dickenson (versione strumentale, 2007)
- Roar Engelberg (versione strumentale, 1988)
- Göran Fristorp & Olavskoret (2003)
- Monica Giskeødegård (1997)
- Morten Harket (2001)
- Per Egil Hovland e Iver Kleive (versione strumentale, 1983)
- Carola Häggkvist (nell'album Jul i Betlehem del 1999[6][7])
- Jens Olai Justvik (1994)
- Kristin Kostopoulos (1998)
- Cato Kristiansen (1995)
- Sissel Kyrkjebø (singolo del 1995)
- Solveig Leithaug (2008)
- Elisabeth Norberg-Schulz (1996)
- Frida Nygård (2017)
- Berit Opheim (1996)
- Oslo Gospel Choir (1992)
- Wolfgang Plagge (versione strumentale, 2005)
- Linda Priebe (2008)
- Audun Rensel (2017)
- Saltatio Mortis (nell'album Brot und Spiele del 2018)
- Øystein Sevåg (versione strumentale, 1995)
- Tine Thing Helseth (versione strumentale, 2009)
- Bugge Wesseltoft (versione strumentale, 1997)

## Adattamenti in altre lingue
Il brano è stato adattato anche in lingua inglese con il titolo My Heart is Gladly Abiding e in lingua sami con il titolo Mu váibmu vádjul doppe.